# Aecidium myrsines
Aecidium myrsines är en svampart som beskrevs av McNabb 1962. Aecidium myrsines ingår i släktet Aecidium, ordningen Pucciniales, klassen Pucciniomycetes, divisionen basidiesvampar och riket svampar.   Inga underarter finns listade i Catalogue of Life.